# Coupe d'Irlande de football 1885-1886
Navigation
Édition précédente Édition suivante
La coupe d'Irlande de football 1885-1886 est la sixième édition de la Coupe d'Irlande de football (en anglais Irish Cup) devenue par la suite la Coupe d'Irlande du Nord de football. 
La compétition s'organise par matchs éliminatoires joués sur le terrain du premier club tiré au sort. Si les deux équipes ne peuvent se départager au terme du temps réglementaire, un match d'appui est joué. 
La compétition est remportée pour la troisième fois consécutivement par le Distillery Football Club. Le club de Belfast remporte la finale contre Alexander Limavady sur le score de 1 but à 0. Cette finale est la deuxième de suite avec les mêmes équipes.

## Premiers tours
Les résultats sont inconnus.

## Demi-finales
Pour la première fois dans l'histoire de la coupe, une équipe extérieure à l'Ulster atteint les demi-finales de l'épreuve. Il s'agit de Dublin University.
| Club recevant            | Score | Club visiteur     | Date |
| ------------------------ | ----- | ----------------- | ---- |
| Alexander Limavady       | 1-0   | Belfast YMCA      |      |
| Distillery Football Club | 4-0   | Dublin University |      |

## Finale
| Finale       | Distillery Football Club | 1-0 | Alexander Limavady | Ulster Cricket Ground |                     |
| 27 mars 1885 |                          |     |                    | Spectateurs : 1 000   | Spectateurs : 1 000 |